# Klaarkampstermolen
De Klaarkampstermolen is een poldermolen nabij het Friese dorp Rinsumageest, dat in de Nederlandse gemeente Dantumadeel ligt.

## Beschrijving
De Klaarkampstermolen, een grondzeiler, werd vermoedelijk rond 1862 gebouwd bij de Juckemavaart in Dantumadeel. In 1893 werd hij overgebracht naar zijn huidige locatie ongeveer 800 meter ten noorden van Rinsumageest, waar hij de ca. 70 ha grote Klaarkampstermeerpolder moest bemalen. De molen werd bij de ruilverkaveling van de gemeente in 1975 gerestaureerd. Daarbij werd buiten de molen een elektrisch gemaaltje geïnstalleerd, waarvan de meterkast in de molen werd geplaatst. In 1991 werd de Klaarkampstermolen opnieuw gerestaureerd, maar in 2008 was hij vanwege onderhoudsproblemen buiten gebruik gesteld. De molen is eigendom van Staatsbosbeheer en kan in de regel op de eerste zaterdagochtend van de maand en op afspraak worden bezocht.